# Waldemar Röhricht
Waldemar Röhricht (* 8. Juli 1922 in Lampersdorf, Landkreis Wohlau; † 23. September 2011) war Generalsekretär des Deutschen Roten Kreuzes der DDR (DRK).

## Leben
Röhricht, Sohn eines Schuhmachers, erlernte nach dem Besuch der Volksschule ebenfalls diesen Beruf. Er wurde 1941 zum Reichsarbeitsdienst und dann zur Wehrmacht eingezogen. Er leistete als Sanitäter Kriegsdienst und geriet 1945 in britische Kriegsgefangenschaft. 
1947 kehrte er aus der Gefangenschaft zurück und trat der SED bei. Er wurde Mitglied des FDGB und des DRK. Er war zunächst als Transportarbeiter, dann als Jugendfunktionär in Greifswald tätig. 1948/1949 war er Sekretär des FDGB-Kreisverbandes Greifswald, 1949/1950 Abteilungsleiter im FDGB-Landesvorstand Mecklenburg und von 1950 bis 1952 Zweiter Sekretär des FDGB-Kreisverbandes Greifswald. 1952 wurde er Schulungsleiter an der Ernst-Moritz-Arndt-Universität Greifswald. Von 1952 bis 1957 wirkte er als Vorsitzender des DRK-Kreiskomitees Greifswald. Röhricht besuchte die Abendfachschule und schloss 1960 eine Ausbildung zum staatlich geprüften Krankenpfleger ab. Später studierte er an der Parteihochschule „Karl Marx“ mit Abschluss als Diplom-Gesellschaftswissenschaftler. Er war von 1957 bis 1960 Vorsitzender des DRK-Bezirksverbandes Rostock. Von 1961 bis 1966 war er Generalsekretär des DRK der DDR und Mitglied des Präsidiums des DRK. Später wirkte er als Sekretär des DRK-Bezirksvorstandes Schwerin.
Röhricht war Träger des DRK-Ehrenzeichens sowie Ehrenmitglied des DRK-Kreisverbandes Rostock.

## Schriften
- Das Deutsche Rote Kreuz in Rostock. Von seinen Anfängen bis 1932. Ingo Koch Verlag, Rostock 2005, ISBN 3-938686-30-8.